# Hubertova chata
Lovecký zámeček Hubertova chata (též Hubertka) stojí v Beskydech, v PR Smrk, na svahu vrchu Smrk. Spadá pod obec Čeladná, resp. její část Horní Čeladná.

## Historie
Lovecký zámeček či vzhledem spíše loveckou chatu si v roce 1910 nechal v Podolánském revíru vystavět tehdejší olomoucký arcibiskup František Saleský Bauer. Tuto skutečnost dokládá dochovaný vytesaný nápis na schodišti před zámečkem. V roce 1984 prošel rekonstrukcí, o čemž svědčí další vytesaný nápis. V současné době je ve vlastnictví Lesů ČR, veřejnosti nepřístupný a měl by procházet další rekonstrukcí.

## Popis
Jde o roubený jednopatrový objekt o půdorysu obdélníka, stojící na kamenné podezdívce. Přibližně v polovině jihozápadního průčelí vystupuje výraznější středový vstupní rizalit, zakončený trojúhelníkovým štítem. V přízemí čelní strany rizalitu je umístěn vchod do zámečku, v patře pak jedno okno. Na obou bočních stranách rizalitu se nachází po dvojici oken, v přízemí krytých okenicemi. V jižním štítě budovy se nachází v každém patře po jednom okně, v severním jsou v přízemí dvě. Stěny kryje štípaný šindel. Sedlové střechy objektu jsou pobité plechem, přičemž střecha rizalitu nedosedá až k hřebeni hlavní střechy.

## Přístup
Chata je přístupná po celý rok:
- po  červené turistické značce z Čeladné nebo z Ostravice.
- po  modré a  červené turistické značce z Podolánek.
- po  žluté,  červené turistické značce od hráze vodní nádrže Šance.
- po  modré a  červené turistické značce od Samčanky na Starých Hamrech.